# Детская книга (роман Акунина)
«Детская книга» — первая книга серии Бориса Акунина «Жанры», вышедшая в 2005 году.

## Аннотация
29 сентября 2006 года Ластик Фандорин, сын магистра Николаса Фандорина, действующего в серии «Приключения магистра», угодил в историю. Юный Ластик — самый маленький в шестом лицейском классе мальчик — призван совершить неслыханный подвиг: отправиться в прошлое через «хронодыру». На всём белом свете только Ластик способен исправить то, что натворил во время крестовых походов его дальний предок — рыцарь Тео фон Дорн…

## Персонажи
- Ластик — главный герой
- Профессор Ван Дорн — дальний родственник Ластика, потомок внебрачного сына Корнелиуса фон Дорна, прародителя Фандориных
- Тео фон Дорн — предок главного героя, рыцарь-крестоносец Первого крестового похода, основатель рода фон Дорнов
- Дьяболо Дьяболини — цирковой артист, мошенник, орудует в паре с наводчицей Иветтой Карловной
- Борис Годунов — русский царь, «избранный народом» (1598—1605)
- Лжедмитрий I — русский царь-самозванец (1605—1606)
- Магдаитиро — бесполое существо из будущего (собранное из профессора Магды Дженкинс и доктора Итиро Ямады). Лишено мимики и считает хорошим тоном использовать при беседе телепатию, минуя речь. Живёт в скучном и безопасном мире учёных, пальцем о палец не ударивших для спасения человечества.

## Факты
- По версии романа, Лжедмитрий I является пионером из 1960-х годов, который перенёсся в прошлое через хронодыру в пещере. («— Из 2006-го? — ахнул пионер Юрка. — Здоровско! А я из шестьдесят седьмого, тыща девятьсот. Тоже провалился в эту, как ты её назвал?») Причём, исходя из того, что в 1967 году Юрий учился в пятом классе, выходит, что он является почти ровесником самого Акунина, родившегося в 1956 году.
- В книге, вопреки реальности, Лжедмитрию везло в полевых боях с Мстиславским. В реальности полевые бои самозванец проигрывал, победив благодаря поддержке жителей черниговских городов и измене армии Басманова.
- В книге воеводу Басманова, обеспечившего приход Лжедмитрия к власти, зовут Фёдором. В реальности это имя его отца, а соответствующего исторического персонажа звали Петром.
- В книге встречается алхимик Эдвард Келли, страстно желающий заполучить «Яблоко». В истории был алхимик Эдвард Келли, но он умер в 1597 году, а действие происходит в 1606 году.
- В романе встречается имя Ян Казимирович. Так же зовут главного героя пьесы Акунина «Инь и Ян».
- Когда Ластик попадает в начало XX века и приходит домой к Эрасту Петровичу Фандорину с просьбой о помощи, Маса говорит ему, что Фандорин в отъезде. В романе 2012 года «Чёрный город» Эраст Петрович возвращается с юга, и Маса рассказывает, что Фандорина искал некий мальчик, очень на него похожий. Очевидно, речь шла как раз о Ластике.
- В 2012 году вышло продолжение «Детской книги», написанное Глорией Му по сценарию Бориса Акунина и озаглавленное «Детская книга для девочек»[1].